# Società Sportiva Racing Club Roma
A Società Sportiva Racing Club Roma é um clube de futebol com sede em Roma, capital da Itália. A equipe compete na Lega Pro.

## História
O clube foi fundado em 2013 como Associazione Sportiva Lupa Castelli Romani. Com a mudança de proprietário (Pietro Rosato deu lugar a Antonio Pezone, dono do Racing Club de Adrea, clube que joga a Eccellenza do Lácio), adotou o nome atual.
As cores da equipe, que usa o Stadio Casal del Marmo para realização de seus jogos, são o amarelo, o branco e o verde, que substituíram o marrom, cor principal do Lupa Castelli Romani.